# Lee Kernaghan
Lee Kernaghan (Corryong, 15 aprile 1964) è un cantante australiano.

## Biografia
È figlio di Ray Kernaghan e fratello di Tania, entrambi cantanti country.
Nel 2008 è stato nominato Australiano dell'anno, mentre nel 2004 ha ricevuto la medaglia dell'Ordine dell'Australia.

## Discografia
- 1985 - Family Tradition
- 1986 - The Lee Kernaghan Collection
- 1992 - The Outback Club
- 1993 - Three Chain Road
- 1995 - 1959
- 1998 - Hat Town
- 1998 - The Christmas Album
- 2000 - Rules of the Road
- 2002 - Electric Rodeo
- 2004 - The Big Ones: Greatest Hits Vol. 1
- 2006 - The New Bush
- 2007 - Spirit of the Bush
- 2009 - Planet Country
- 2011 - Ultimate Hits
- 2012 - Beautiful Noise
- 2014 - Driving Home for Christmas
- 2015 - Spirit of the Anzacs
- 2017 - The 25th Anniversary Album